# Six Flags New Orleans
Il Six Flags New Orleans era un parco di divertimenti situato a New Orleans in Louisiana, negli Stati Uniti d'America.

## Storia

### Apertura e primi anni
Si trova ad est della città di New Orleans, e fu inaugurato nel 2000 con il nome di Jazzland, gestito da Alfa SmartParks, una catena che possiede altri parchi in Europa. Il parco ha funzionato normalmente fino all'inizio del 2002, quando i gestori hanno annunciato che avevano messo in vendita il leasing della struttura perché la gestione non era più praticabile per l'azienda.

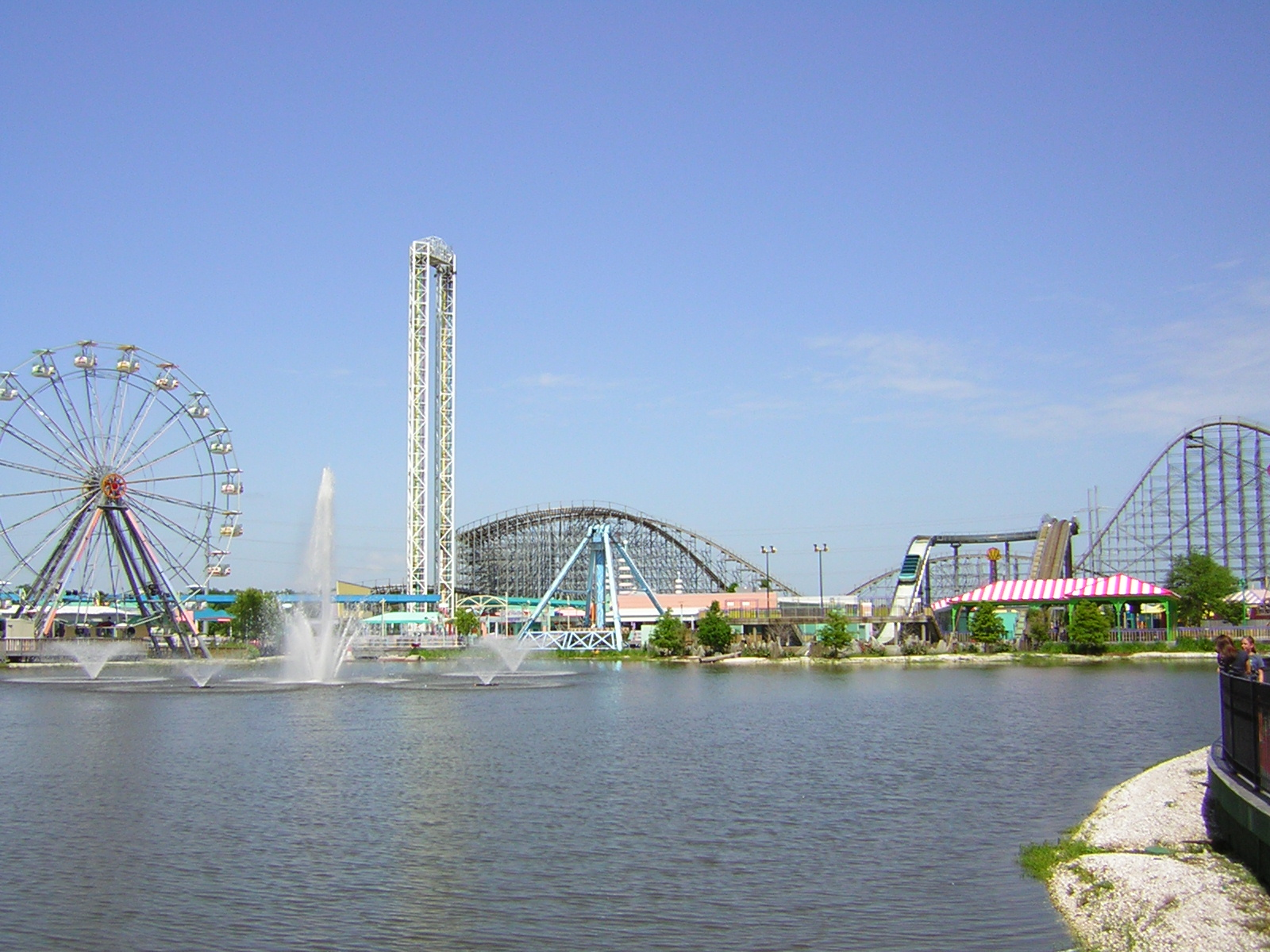
Six Flags New Orleans nel 2003
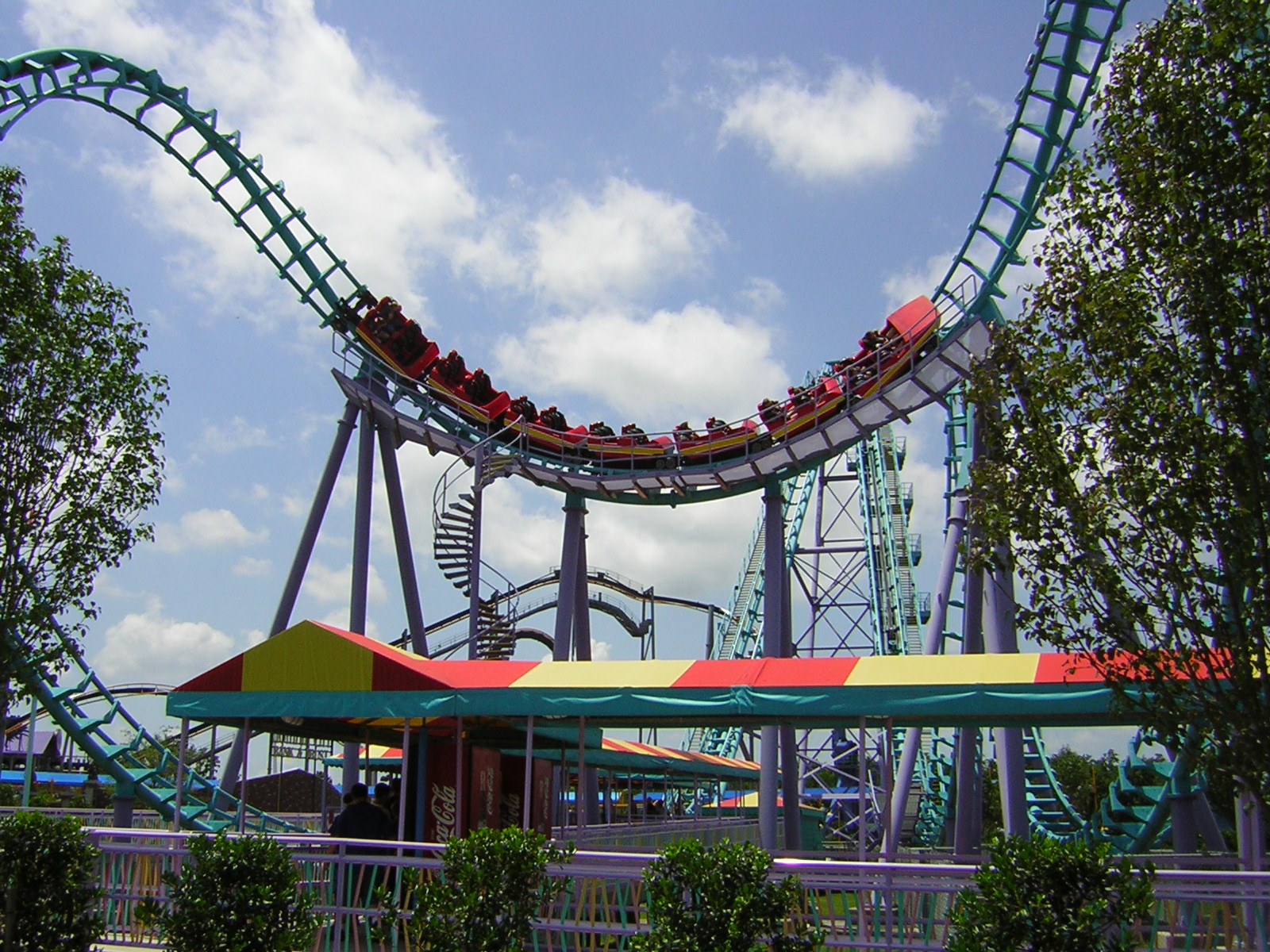
Il parco nel 2004
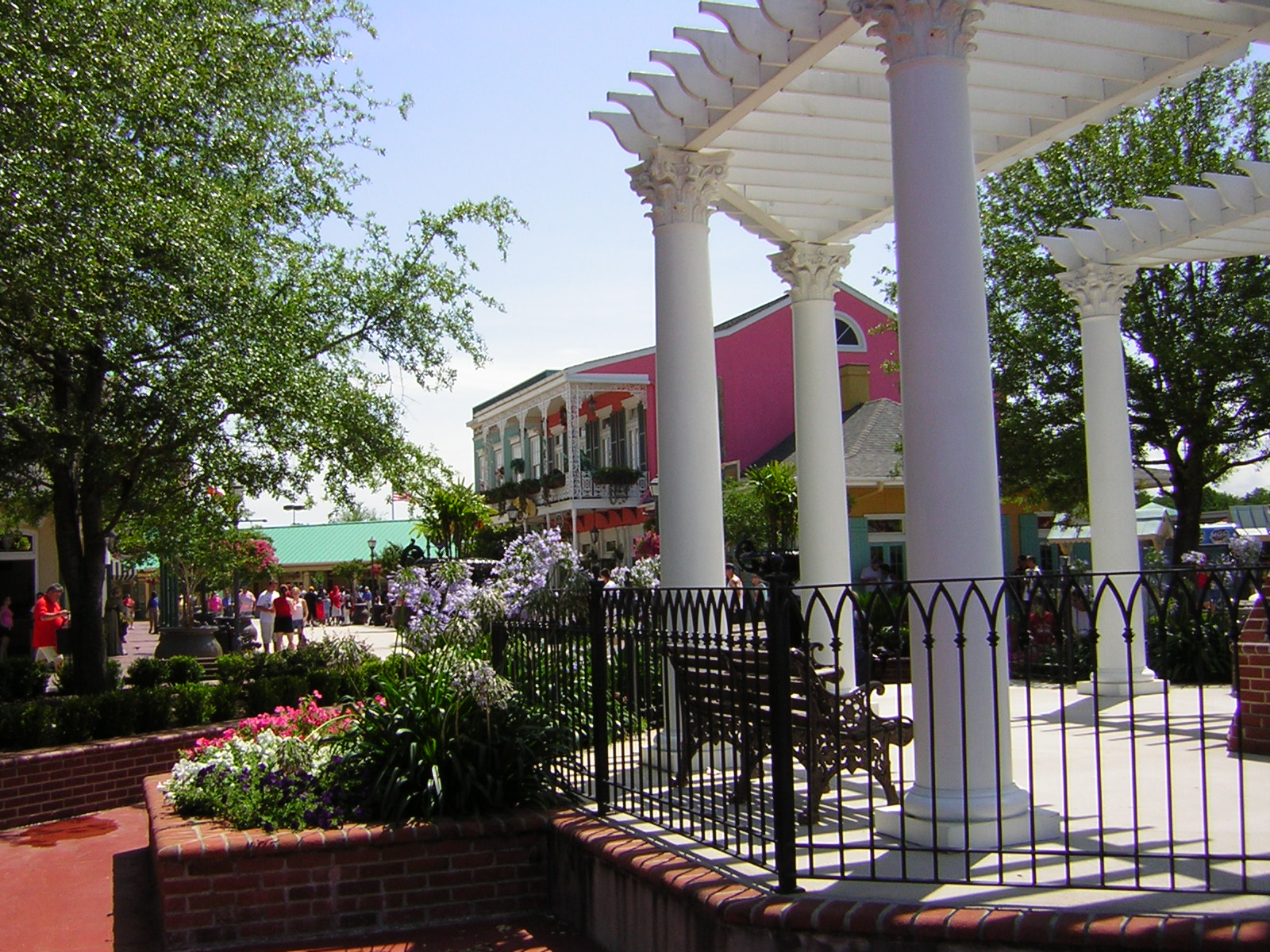
La piazza principale nel 2004

A metà del 2002 è stato annunciato che Six Flags avrebbe assunto la locazione del parco, cambiando il nome in Six Flags New Orleans con apertura per la stagione 2003, aggiungendo una nuova area tematica denominata DC Heroes Adventures. L'inaugurazione avvenne l'8 aprile 2003 e il parco continuò a funzionare normalmente fino alla metà del 2005.

### L'uragano Katrina e l'abbandono

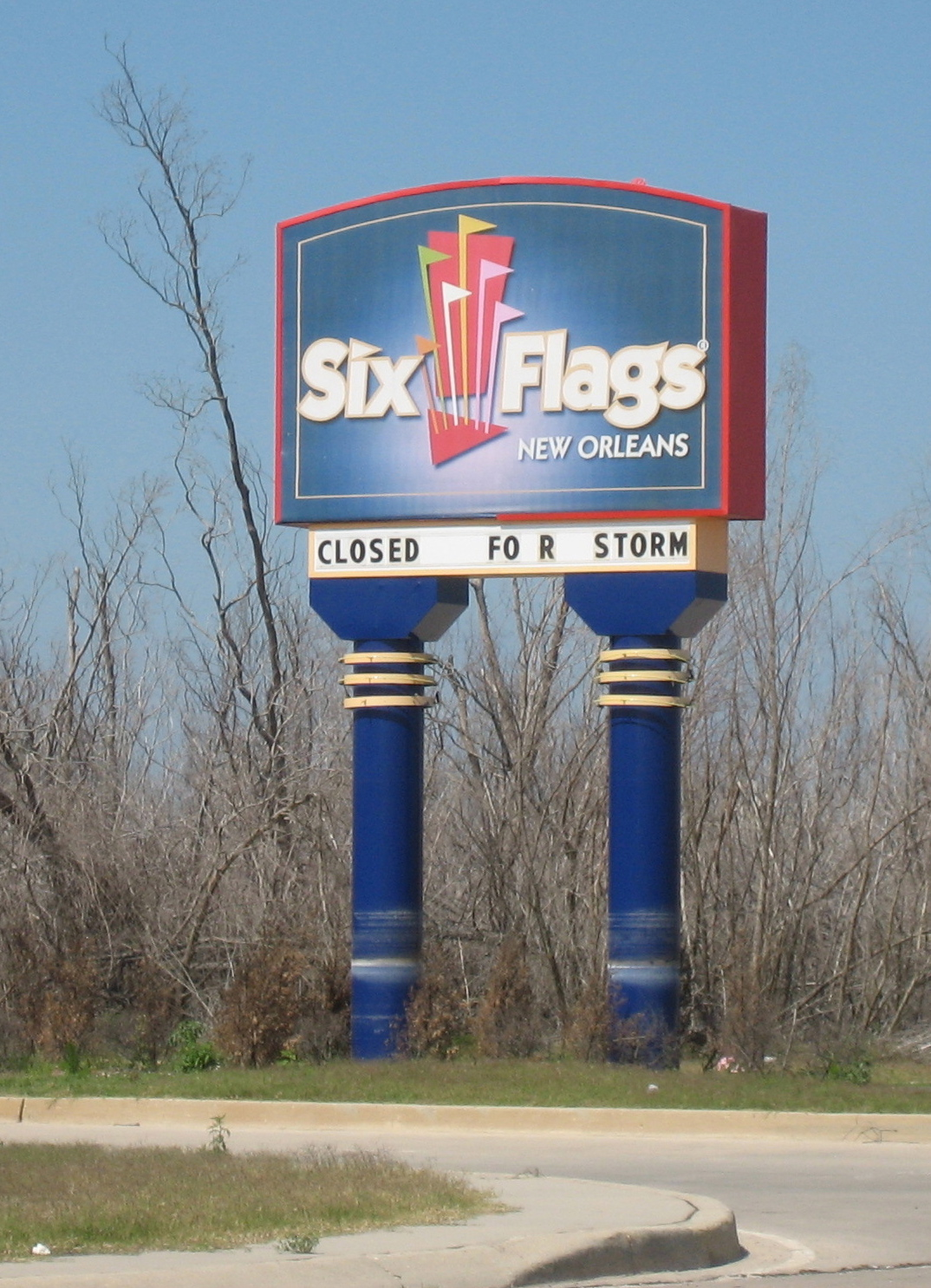
Un cartello annuncia la chiusura temporanea del parco a causa dell'uragano

L'ultima volta che il parco rimase aperto fu il 21 agosto 2005 ma a seguito dell'annuncio dell'arrivo dell'uragano Katrina il parco venne chiuso in via cautelativa.
Il 29 agosto l'uragano Katrina colpì New Orleans come previsto, lasciando il 95% della città sott'acqua, e l'area in cui si trovava il parco fu una delle più gravemente colpite dalle inondazioni. Un mese dopo il passaggio dell'uragano la zona era ancora sott'acqua, il che rese inutilizzabili quasi tutte le attrazioni. Dopo lo smaltimento dell'acqua, Six Flags iniziò uno studio per determinare lo stato del parco, e venne stabilito che sarebbe costato diversi milioni di dollari rimetterlo in sesto. Pertanto decise di interrompere il contratto di affitto e di lasciare il parco. La decisione portò l'azienda ad una disputa legale con la città di New Orleans, che Six Flags vinse nel 2009.
A causa dell'impatto di Katrina vennero abbandonati i piani di Six Flags di aggiungere un parco acquatico (Hurricane Harbour), come in molti altri parchi Six Flags, la cui inaugurazione era prevista per l'inizio di settembre.
La maggior parte delle attrazioni rimasero sul posto, ma in pessime condizioni ed il parco venne abbandonato. Six Flags riuscì a spostarne alcune in altri parchi della catena:
- Batman The Ride (Inversed Mountain, prodotto da M & B Coaster,s che prima di essere situato a Six Flags New Orleans era stato a Thrille Ville in Giappone, dove operava come Gambit, venne trasferito a Six Flags Fiesta Texas, dove opera con il nome di Goliath)
- Il Correcaminos Express (Junior Roller Coaster, è stato trasferito a Six Flags Magic Mountain con lo stesso nome)
- Bayou Blaster e Sonic Slam (una torre a doppia espulsione prodotta da S & S Power, trasferita a Six Flags Great Escape, dove opera sotto il nome di Sasquatch).

Le attrazioni rimaste hanno subito gravi danni dalla ruggine.

## Dopo l'uragano Katrina
I rapporti iniziali dopo il passaggio dell'uragano evidenziano che gli edifici sono danneggiati al 70% e molte attrazioni sono state rase al suolo.

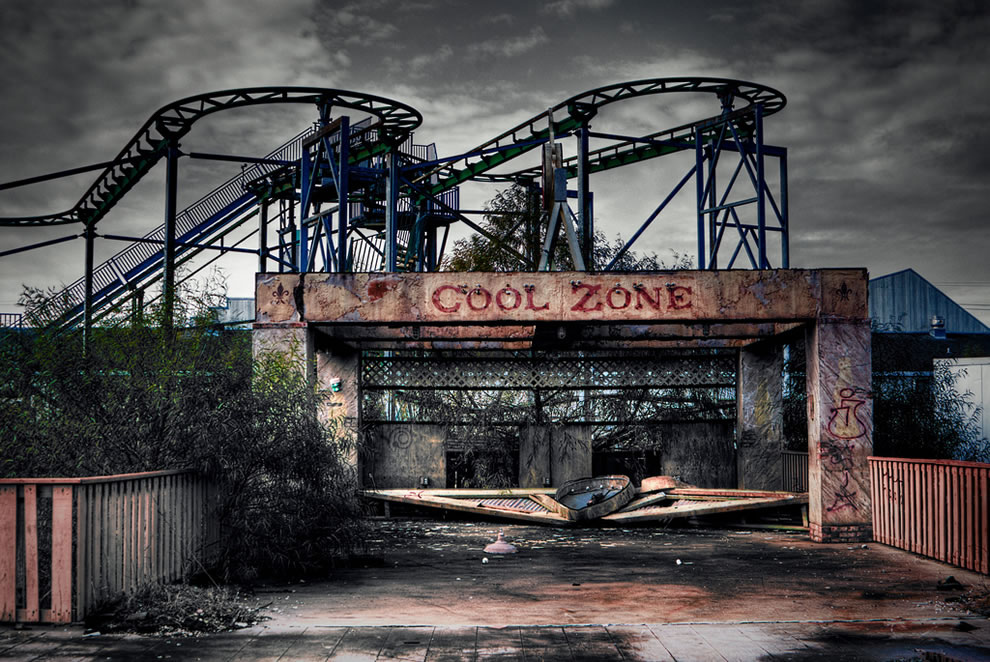
Il parco in abbandono nel 2012
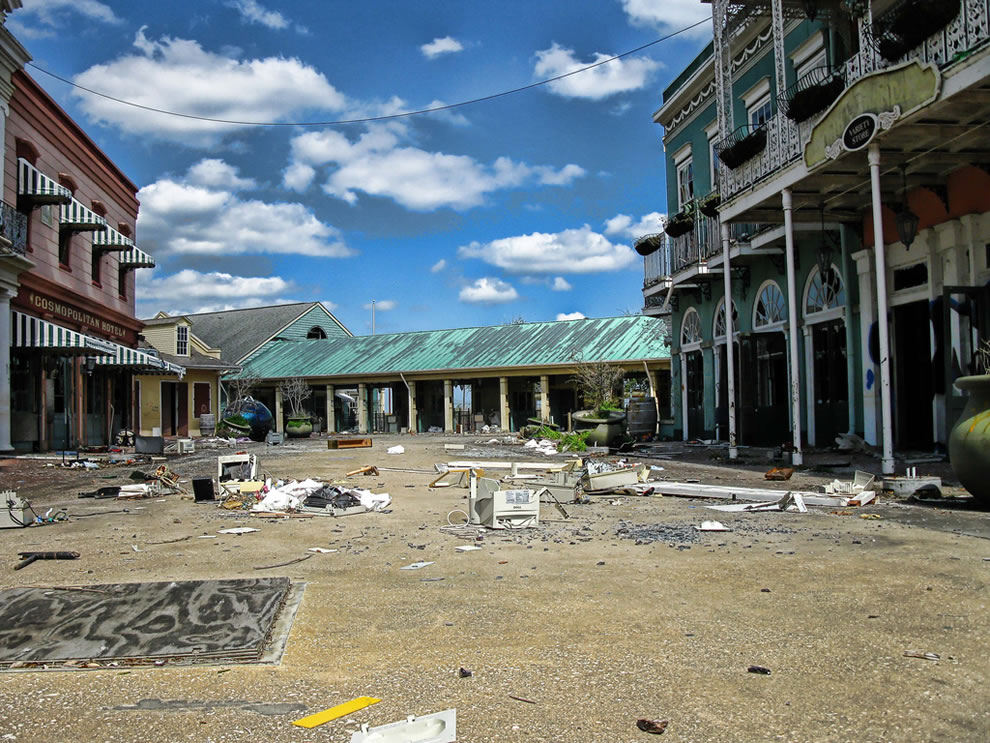
Macerie all'interno del parco abbandonato
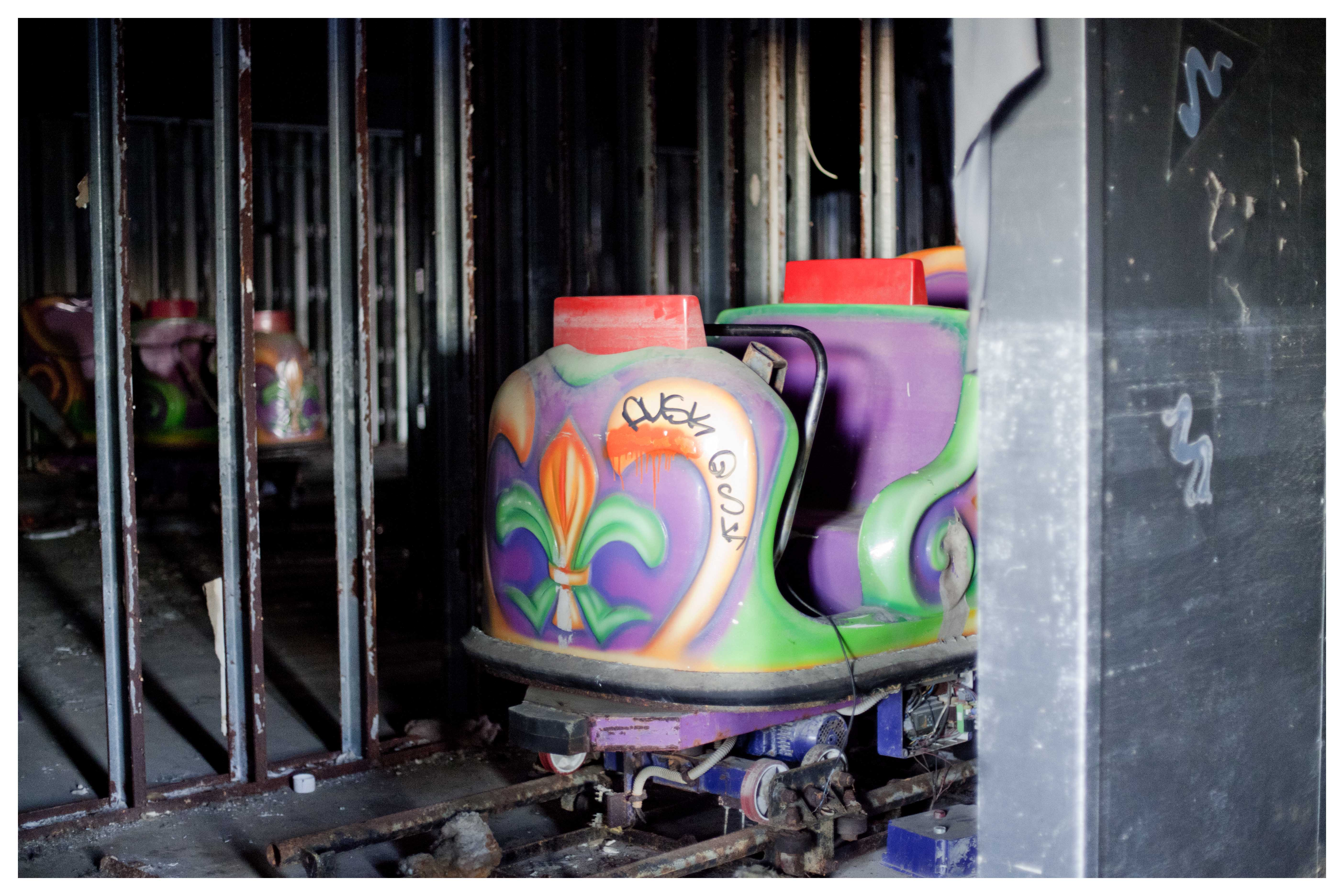
Attrazioni abbandonate dopo l'uragano

La società Southern Star Amusement Inc dichiarò nell'aprile 2008 che avrebbe ampliato il parco a più di 60 attrazioni (più del doppio rispetto a prima dell'uragano), realizzando un complesso con un parco acquatico e un parcheggio per camper; il progetto tuttavia non ebbe seguito.
Nel luglio del 2013, la 20th Century Fox pulì il parco e rimosse tutte le macerie ancora presenti, in modo da poter realizzare le riprese del film Percy Jackson e gli dei dell'Olimpo - Il mare dei mostri. Nel parco sono state girate le scene dell'isola di Polifemo.
Nell'estate 2014 sono state girate le scene della strada principale del film Jurassic World (2015), costruendo l'intero set nel parcheggio del parco.
A partire dal 2015, è stata approvata la costruzione del centro commerciale Jazzland Mall nel sito del parco, che secondo il progetto includerà un centro commerciale con alcuni giochi del parco come la montagna russa Mega Zelph.